# 聖十架 (亞利桑那州皮馬縣)
聖塔克魯茲（英語：Santa Cruz）是位於美國亞利桑那州皮馬縣的一個非建制地區。該地的面積和人口皆未知。

## 地理
聖塔克魯茲的座標為32°02′04″N 111°54′25″W / 32.03444°N 111.90694°W，而該地的平均海拔高度為857米（即2812英尺）。